# La fida Ninfa
La fida Ninfa (título original en italiano; en español, La fiel ninfa o La ninfa leal, RV 714) es una ópera en tres actos del compositor Antonio Vivaldi y libretto en italiano de Scipione Maffei. Se estrenó el 6 de enero de 1732 con motivo de la inauguración del Teatro Filarmonico de Verona.

## Historia
Se trata de una obra de madurez de Vivaldi. El riesgo de monotonía que engendra la sucesión de las arias y recitativos es hábilmente roto por diversos conjuntos. Se cuentan dos dúos, un trío, un cuarteto, un quinteto y un sexteto.
Vivaldi recibió el encargo de la ópera en el año 1729. Acabó su trabajo al año siguiente, pero La fida Ninfa no fue representada a tiempo. Las crónicas de la época dan la explicación: importantes concentraciones de tropas alemanas se encontraban entonces en las fronteras de la República y los oficiales de estos ejércitos habían pedido autorización de ir a Verona para asistir a la primera representación de la ópera. Pero los dirigentes venecianos estaban preocupados por dejarles comprobar la debilidad de los ejércitos de la República in situ. La ópera fue entonces sacrificada al secreto militar. Vivaldi, obligado a esperar, tuvo la satisfacción de inaugurar, con La fida Ninfa, el nuevo teatro de Verona. Maffei, el autor del libreto, financió él mismo la ópera y gastó para la puesta en escena una cantidad de 20.000 ducados —suma realmente excepcional para la época—.
La obra fue recuperada por la Corte Imperial de Viena en el año 1737, en una revisión representada bajo el título Il giorno felice. Quedó en el olvido hasta una nueva representación en el año 1958 en el Théâtre des Champs Elysées de París. Esta ópera se representa muy poco; en las estadísticas de Operabase aparece con sólo 2 representaciones en el período 2005-2010.

## Argumento
La Acción se sitúa en la Isla Naxos (Mar Egeo) de la Antigua Grecia.
ACTO I
Oralto, comandante pirata y señor de Naxos, rapta a dos mujeres jóvenes, Licori y Elpina junto a su padre Narete, pastor de Esciros. Licori era la prometida de Osmino, quien fue raptado por los soldados tracios. Posteriormente, Osmino, rebautizado como Morasto, es convertido teniente de Oralto y nadie puede reconocerle. El joven se encuentra angustiado al descubrir la noticia de que otros compatriotas suyos han sido esclavizados por su señor. Por otra parte, su hermano, Tisi, quien en memoria de su hermano perdido sus padres le pusieron Osmino, vive en la isla bajo el dominio de Oralto. Cuando Tisi (bajo el nombre de Osmino) se encuentra con Licori, se enamora perdidamente de ella y decide llamar su atención despertando sus celos, por lo que comienza seduciendo a su hermana Elpina. Licori, al ser muy bella no sólo despierta el interés de Tisi, sino también el de Oralto quien pide la ayuda de Morasto (Osmino) para que le ayude a obtener el favor de la muchacha. Mientras tanto, Narete descubre ciertos grabados en los árboles con los nombres de Osmino y Licori.
ACTO II
Licori cree haber reencontrado y reeconocido a su amado Osmino (Tisi). Narete, aun así, intenta negociar con Oralto la liberación y redención de su familia pagando un precio enorme con el objetivo de que todos pudieran regresar a su patria. Sin embargo, Oralto, el cual está irritado por el rechazo de Licori, tiene intenciones de venderlos como esclavos al Sultán. Por otro lado, Morasto (Osmino) comienza a cortejar a Licori y descubre toda la verdad, pero teme revelar su identidad. Tirsi declara abiertamente sus sentimientos a la adorada Licori, dejando a Elpina profundamente herida y engañada. Narete descubre las intenciones de Oralto por lo que pide ayuda a Morasto, quien accede a socorrerlos aun estando abatido por el despecho de Licori.
ACTO III
Oralto comienza por amenazar a Licori con vender a toda su familia como esclavos si ella no cede a su amor. Ella para poder salvarse de la situación piensa en suicidarse y huye del lugar. Mientras escapa de los dominios de Oralto, Licori tropieza y cae a un río. Su padre, Narete encuentra el manto de Licori, que sirve como prueba para demostrar a Oralto que ella se ha ahogado. En ese momento, el tirano de Naxos debe ausentarse por unos días, dejando a Morasto la responsabilidad de proteger la isla.  Tal oportunidad, sirve a Morasto para desvelar su identidad a sus compatriotas y a su amada Licori, quien en realidad no se ha ahogado. Él es el verdadero Osmino, y aunque en un principio Licori no se convence, descubre que él es el hombre a quien había amado y perdido pero que ahora está a su lado de nuevo. Ambos renuevan sus votos y la antigua promesa de estar juntos. En medio de esta dicha, deciden escapar de Naxos y zarpar rumbo a Esciros. Pero, en medio de la travesía, se levanta una poderosa tormenta que amenaza con hundir el barco de los protagonistas quienes comienzan a rezar a los dioses por ayuda. Los clamores de estos mortales llegan a los oídos de la diosa Juno que movida de compasión al saber la desdicha que han sufrido los dos enamorados y el amor que ambos se procesan decide ayudarlos. Juno desciende a pedir a Eolo, el dios de los vientos, que sople para calmar los mares salvando así la vida de todos los tripulantes y la pareja de enamorados.

## Números y Escenas
OBERTURA Allegro-Andante Molto-Allegro [Sinfonía de Bajazet, RV 703, 1735]
ACTO I
Escena 1
- Recitativo: "Qual mai signor, degno compeso" [Morasto, Oralto]
- Aria: "Chi dal cielo" [Oralto]

Escena 2
- Recitativo: "O mia diletta Sciro [Morasto]
- Aria: "Dolce fiamma del mio petto [Morasto]

Escena 3
- Recitativo: "Ciò ch'io ti dico è vero" [Elpina, Osmino]
- Dúo: "Dimmi, pastore" [Elpina, Osmino]

Escena 4
- Aria: "Selve annose [Licori]
- Recitativo: "Questo dunque è 'l giori" [Licori, Narete]

Escena 5
- Recitativo: "Eccoli al fine" [Morasto, Narete]

Escena 6
- Recitativo: "Deh come volontier" [Elpina, Morasto]

Escena 7
- Recitativo: "Egli sen va" [Elpina]
- Aria: "Aure lievi, che spirate" [Elpina]

Escena 8
- Recitativo: "Troppo disconverrebbe" [Osmino, Licori]

Escena 9
- Recitativo: "Or ecco ch'egli è pur qui" [Elpina, Licori, Osmino]
- Aria: "Alma Oppressa [Locori]

Escena 10
- Recitativo: "Odi Morasto: a colei vanne [Oralto, Morasto]
- Aria: "Cor ritroso, che non consente" [Oralto]

Escena 11
- Recitativo: "In cor villano amore" [Morasto]
- Aria: "Dimmi Amore" [Morasto]

Escena 12
- Recitativo: "Vieni, gran meraviglia" [Narete, Licori, Elpina]
- Terceto: "S'egli è ver che la sua rota" [Licori, Elpina, Narete]

ACTO II
Escena 1
- Recitativo: "Ne la tenera etade amor provai" [Morasto, Licori]
- Aria: "Il mio core a chi la diede" [Licori]

Escena 2
- Recitativo: "Si di legger t'adiri?" [Osmino, Elpina]
- Aria: "Egli é vano dirmi ognora" [Elpina]

Escena 3
- Recitativo: "Questo non già" [Elpina, Osmino]
- Aria: "Ah ch io non posso" [Osmino]

Escena 4
- Recitativo: "Deh s'egli 'e vero" [Narete, Oralto]
- Aria: " Deh ti piega, deh consenti" [Narete]

Escena 5
- Recitativo: "O fortunata schiavitù" [Licori, Osmino]
- Aria: "Amor mio, la cruda sorte" [Licori]

Escena 6
- Recitativo: "Io pensar ben potea" [Oralto, Morasto]
- Aria: "A mi la donna imbelle" [Oralto]

Escena 7
- Recitativo: "Mio cor, non è piè tempo" [Morasto, Licori]

Escena 8
- Recitativo: "Mio ben, godi tu forse" [Osmino, Morasto, Licori]

Escena 9
- Recitativo: "Qual freddo gelo" [Morasto, Osmino]
- Aria: "Qual serpe tortuosa" [Osmino]

Escena 10
- Recitativo: "Destin nemico" [Morasto]
- Aria: "Destino avaro!" [Morasto]

Escena 11
- Recitativo: "Addio mio bella Sciro" [Narete]
- Aria: "Non tempesta che gli alberi sfronda" [Narete]

Escena 12
- Recitativo: "Mira, o Morasto" [Osmino, Morasto, Licori, Elpina]
- Cuarteto: "Cosi sugli occhi mei?" [Licori, Morasto, Elpina, Osmino]

ACTO III
Escena 1
- Recitativo: "Or vedi tu, Licori" [Elpira, Licori, Narete]
- Aria: "Cerva che al monte" [Licori]

Escena 2
- Recitativo: "O là, fra voi raccolti" [Oralto, Elpina, Narete]

Escena 3
- Recitativo: "Ninfa, ben dir poss'io" [Oralto]
- Aria: "Ben talor meco m'adiro" [Oralto]

Escena 4
- Recitativo: "Tu certo indegna sei" [Oralto, Licori]

Escena 5
- Recitativo:"Pur ti lasciò colui" [Elpina, Licori, Narete]
- Aria: "Vado, sì, dove a te piace" [Licori]

Escena 6
- Recitativo: "Dal tiranno di Patmo" [Morasto]
- Aria: "Vanne ingrata" [Morasto]

Escena 7
- Recitativo: "Morasto, io parto" [Oralto, Morasto, Narete, Elpina, Osmino]
- Aria: "Perdo ninfa" [Oralto]

Escena 8
- Recitativo: "Dite, Elpina, Narete" [Morasto, Narete, Elpina]
- Aria: "Dite oimè! Ditelo al fine" [Morasto]

Escena 9
- Recitativo: "Fuggi quest'aspro scoglio" [Elpina, Narete]
- Aria: "Cento donzelle" [Elpina]

Escena 10
- Recitativo: "Deh fa che tu ti pieghi" [Licori, Morasto, Elpina]
- Aria: "Tra inospiti rupi" [Morasto]

Escena 11
- Recitativo: "Ciel tu m'assisti" [Licori, Morasto, Narete, Osmino]
- Aria: "Dalla gioia, e da l'amore" [Licori]

Escena 12
- Recitativo: "Cosi da morte a vita" [Morasto, Ormino, Elpina, Licori, Narete]

Escena 13
- Recitativo: "Ma non vegg'io" [Elpina, Licori]
- Coro: "Te invochiamo, o Giunone"

SINFONÍA: "Tempestad en el Mar"
Escena 14
- Aria: "Da gli egri mortali" [Juno]
- Recitativo: "Però ad Eolo ne vengo" [Juno]

SINFONÍA: "Palacio de Eolo"
Escena 15
- Recitativo: "Amico Nume" [Juno]
- Recitativo: "O del supremo Giove" [Eolo]
- Recitativo: "Mente doversa or qua mi tragge" [Juno, Eolo]
- Aria: "Spiriti indomabili [Eolo]
- Recitativo: "E perche lieti" [Eolo]
- Minueto: "Vientos y Auras"
- Recitativo: "Molto ti debbo, o re" [Juno]
- Final: " Non temer che splenderá" [Eolo, Juno, Coro]